# Narciarstwo alpejskie na Zimowych Igrzyskach Olimpijskich 2014 – supergigant mężczyzn
Supergigant mężczyzn – trzecia z konkurencji rozgrywanych w ramach narciarstwa alpejskiego na Zimowych Igrzyskach Olimpijskich w Soczi. Zawodnicy rywalizowali 16 lutego na trasie Olympic SuperG Men w ośrodku narciarskim Roza Chutor, umiejscowionym w Krasnej Polanie.

## Terminarz
| Data      | Konkurencja | Godzina rozpoczęcia | Godzina rozpoczęcia |
| Data      | Konkurencja | Czas CET            | Czas lokalny        |
| --------- | ----------- | ------------------- | ------------------- |
| 16 lutego | Finał       | 7:00                | 10:00               |

## Tło
| Data                                                                                  | Miejscowość                                                                           | Zwycięzca                                                                             | Drugi                                                                                 | Trzeci                                                                                | Źródło                                                                                |
| Wyniki supergiganta podczas zawodów Pucharu Świata w narciarstwie alpejskim 2013/2014 | Wyniki supergiganta podczas zawodów Pucharu Świata w narciarstwie alpejskim 2013/2014 | Wyniki supergiganta podczas zawodów Pucharu Świata w narciarstwie alpejskim 2013/2014 | Wyniki supergiganta podczas zawodów Pucharu Świata w narciarstwie alpejskim 2013/2014 | Wyniki supergiganta podczas zawodów Pucharu Świata w narciarstwie alpejskim 2013/2014 | Wyniki supergiganta podczas zawodów Pucharu Świata w narciarstwie alpejskim 2013/2014 |
| ------------------------------------------------------------------------------------- | ------------------------------------------------------------------------------------- | ------------------------------------------------------------------------------------- | ------------------------------------------------------------------------------------- | ------------------------------------------------------------------------------------- | ------------------------------------------------------------------------------------- |
| 1 grudnia                                                                             | Lake Louise                                                                           | Aksel Lund Svindal                                                                    | Matthias Mayer                                                                        | Georg Streitberger                                                                    | [ 2 ]                                                                                 |
| 7 grudnia                                                                             | Beaver Creek                                                                          | Patrick Küng                                                                          | Otmar Striedinger                                                                     | Hannes Reichelt Peter Fill                                                            | [ 3 ]                                                                                 |
| 20 grudnia                                                                            | Val Gardena                                                                           | Aksel Lund Svindal                                                                    | Jan Hudec                                                                             | Adrien Théaux                                                                         | [ 4 ]                                                                                 |
| 26 stycznia                                                                           | Kitzbühel                                                                             | Didier Défago                                                                         | Bode Miller                                                                           | Aksel Lund Svindal Max Franz                                                          | [ 5 ]                                                                                 |
| Wyniki supergiganta na Zimowych Igrzyskach Olimpijskich 2010                          |                                                                                       |                                                                                       |                                                                                       |                                                                                       |                                                                                       |
| 19 lutego                                                                             | Vancouver                                                                             | Aksel Lund Svindal                                                                    | Bode Miller                                                                           | Andrew Weibrecht                                                                      | [ 6 ]                                                                                 |
| Wyniki supergiganta na mistrzostwach świata 2011                                      |                                                                                       |                                                                                       |                                                                                       |                                                                                       |                                                                                       |
| 9 lutego                                                                              | Garmisch-Partenkirchen                                                                | Christof Innerhofer                                                                   | Hannes Reichelt                                                                       | Ivica Kostelić                                                                        | [ 7 ]                                                                                 |
| Wyniki supergiganta na mistrzostwach świata 2013                                      |                                                                                       |                                                                                       |                                                                                       |                                                                                       |                                                                                       |
| 6 lutego                                                                              | Schladming                                                                            | Ted Ligety                                                                            | Gauthier de Tessières                                                                 | Aksel Lund Svindal                                                                    | [ 8 ]                                                                                 |

## Wyniki
| Miejsce | Nr | Zawodnik                       | Reprezentacja        | Czas    | Strata |
| ------- | -- | ------------------------------ | -------------------- | ------- | ------ |
| 01 !    | 21 | Kjetil Jansrud                 | Norwegia             | 1:18,14 |        |
| 02 !    | 29 | Andrew Weibrecht               | Stany Zjednoczone    | 1:18,44 | +0.30  |
| 03 !    | 22 | Jan Hudec                      | Kanada               | 1:18,67 | +0.53  |
| 03 !    | 13 | Bode Miller                    | Stany Zjednoczone    | 1:18,67 | +0.53  |
| 5.      | 15 | Otmar Striedinger              | Austria              | 1:18,69 | +0.55  |
| 6.      | 14 | Max Franz                      | Austria              | 1:18,74 | +0.60  |
| 7.      | 16 | Aksel Lund Svindal             | Norwegia             | 1:18,76 | +0.62  |
| 8.      | 8  | Peter Fill                     | Włochy               | 1:18,85 | +0.71  |
| 9.      | 34 | Ondřej Bank                    | Czechy               | 1:19,11 | +0.97  |
| 10.     | 6  | Morgan Pridy                   | Kanada               | 1:19,19 | +1.05  |
| 11.     | 20 | Adrien Théaux                  | Francja              | 1:19,35 | +1.21  |
| 12.     | 19 | Patrick Küng                   | Szwajcaria           | 1:19,38 | +1.24  |
| 13.     | 24 | Aleksander Aamodt Kilde        | Norwegia             | 1:19,44 | +1.30  |
| 14.     | 9  | Ted Ligety                     | Stany Zjednoczone    | 1:19,48 | +1.34  |
| 15.     | 2  | Thomas Mermillod Blondin       | Francja              | 1:19,53 | +1.39  |
| 16.     | 27 | Dominik Paris                  | Włochy               | 1:19,70 | +1.56  |
| 17.     | 26 | David Poisson                  | Francja              | 1:19,74 | +1.60  |
| 17.     | 11 | Werner Heel                    | Włochy               | 1:19,74 | +1.60  |
| 19.     | 5  | Johan Clarey                   | Francja              | 1:19,75 | +1.61  |
| 19.     | 3  | Natko Zrnčić-Dim               | Chorwacja            | 1:19,75 | +1.61  |
| 21.     | 18 | Georg Streitberger             | Austria              | 1:19,77 | +1.63  |
| 22.     | 28 | Carlo Janka                    | Szwajcaria           | 1:20,01 | +1.87  |
| 23.     | 25 | Travis Ganong                  | Stany Zjednoczone    | 1:20,02 | +1.88  |
| 24.     | 30 | Manuel Osborne-Paradis         | Kanada               | 1:20,19 | +2.05  |
| 24.     | 1  | Ivica Kostelić                 | Chorwacja            | 1:20,19 | +2.05  |
| 26.     | 33 | Pawieł Trichiczew              | Rosja                | 1:20,62 | +2.48  |
| 27.     | 7  | Beat Feuz                      | Szwajcaria           | 1:20,65 | +2.51  |
| 28.     | 51 | Adam Žampa                     | Słowacja             | 1:20,95 | +2.81  |
| 29.     | 32 | Klemen Kosi                    | Słowenia             | 1:21,27 | +3.13  |
| 30.     | 37 | Dmitrij Koszkin                | Kazachstan           | 1:21,50 | +3.36  |
| 31.     | 49 | Stiepan Zujew                  | Rosja                | 1:21,54 | +3.40  |
| 32.     | 50 | Henrik von Appen               | Chile                | 1:21,88 | +3.74  |
| 33.     | 40 | Martin Vráblík                 | Czechy               | 1:22,01 | +3.87  |
| 34.     | 42 | Marc Oliveras                  | Andora               | 1:22,02 | +3.88  |
| 35.     | 35 | Olivier Jenot                  | Monako               | 1:22,20 | +4.06  |
| 36.     | 61 | Andreas Žampa                  | Słowacja             | 1:22,42 | +4.28  |
| 37.     | 52 | Jurij Daniłoczkin              | Białoruś             | 1:22,45 | +4.31  |
| 38.     | 39 | Maciej Bydliński               | Polska               | 1:22,51 | +4.37  |
| 39.     | 57 | Nikoła Czongarow               | Bułgaria             | 1:22,59 | +4.45  |
| 40.     | 44 | Martin Huber                   | Kazachstan           | 1:22,60 | +4.46  |
| 41.     | 55 | Georgi Georgiew                | Bułgaria             | 1:22,72 | +4.58  |
| 42.     | 53 | Matej Falat                    | Słowacja             | 1:22,81 | +4.67  |
| 43.     | 43 | Martin Bendík                  | Słowacja             | 1:23,06 | +4.92  |
| 44.     | 48 | Igor Zakurdajew                | Kazachstan           | 1:23,13 | +4.99  |
| 45.     | 56 | Eugenio Claro                  | Chile                | 1:23,31 | +5.17  |
| 46.     | 46 | Christoffer Faarup             | Dania                | 1:23,34 | +5.20  |
| 47.     | 38 | Cristian Javier Simari Birkner | Argentyna            | 1:23,36 | +5.22  |
| 48.     | 41 | Marko Vukićević                | Serbia               | 1:23,88 | +5.74  |
| 49.     | 54 | Jorge F. Birkner Ketelhohn     | Argentyna            | 1:23,89 | +5.75  |
| 50.     | 58 | Igor Laikert                   | Bośnia i Hercegowina | 1:24,20 | +6.06  |
| 51.     | 63 | Kostas Sykaras                 | Grecja               | 1:26,32 | +8.18  |
| 52.     | 62 | Dmytro Mycak                   | Ukraina              | 1:28,51 | +10.37 |
|         | 4  | Aleksandr Glebow               | Rosja                | DNF     | DNF    |
|         | 10 | Didier Défago                  | Szwajcaria           | DNF     | DNF    |
|         | 12 | Christof Innerhofer            | Włochy               | DNF     | DNF    |
|         | 17 | Matthias Mayer                 | Austria              | DNF     | DNF    |
|         | 23 | Erik Guay                      | Kanada               | DSQ     | DSQ    |
|         | 31 | Paul de la Cuesta              | Hiszpania            | DNF     | DNF    |
|         | 45 | Georg Lindner                  | Mołdawia             | DNF     | DNF    |
|         | 47 | Arnaud Alessandria             | Monako               | DNF     | DNF    |
|         | 59 | Massimiliano Valcareggi        | Grecja               | DSQ     | DSQ    |
|         | 60 | Roberts Rode                   | Łotwa                | DNF     | DNF    |
|         | 36 | Ferrán Terra                   | Hiszpania            | DSQ     | DSQ    |